# Sueño (poema de Tarás Shevchenko)
Sueño (en ucraniano: Сон) es un poema de Tarás Shevchenko de 1844, un panfleto lírico, la primera obra de sátira en su obra y en la nueva literatura ucraniana dirigida contra la opresión social y nacional, contra el sistema sociopolítico de entonces, la autocracia, la  servidumbre en Rusia, la iglesia, contra "la obediencia servil de las masas" y "la traición nacional de la cúpula de la sociedad ucraniana, que se puso al servicio del poder imperial".

## Historia de la creación y publicación
El manuscrito original del álbum Tres veranos está fechado el 8 de julio de 1844 San Petersburgo. Se han conservado numerosas copias de la obra. Shevchenko creó su poema agudamente político sin esperar que se imprimiera. "Sueño" se publicó por primera vez como folleto independiente en 1865 en Leópolis. En Rusia, el poema se imprimió por primera vez en Kobzar (San Petersburgo, 1867) como un fragmento censurado (versos 75-156). Luego, el poema completo se imprimió en Kobzar editado por Vasil Domanitski (San Petersburgo, 1907).
El poema es una especie de resumen de los pensamientos del autor sobre la época y el destino de su pueblo. Shevchenko escribió el poema después de su primer viaje a Ucrania bajo la impresión directa de la realidad social de aquel tiempo. La creación del poema fue preparada por todo el desarrollo anterior del autor de Kobzar: su asimilación de las tradiciones de la literatura satírica ucraniana, el humor popular, lo burlesco, la parodia, la obra satírica de Nikolái Gógol (hay una cierta conexión entre lo grotesco de Gogol y las imágenes fantástico-grotescas de "Sueño" ), la poesía rusa amante de la libertad (Pushkin, Lérmontov, la Decembristas, obras anónimas antitsaristas). La obra tiene muchos rasgos tipológicos en común con los poemas de Adam Mickiewicz (Dziady) y Heinrich Heine (Alemania. Cuento de invierno). Durante la investigación del caso de la Hermandad de los Santos Cirilo y Metodio, el poema "Sueño" fue una de las principales pruebas de las actividades antigubernamentales de Shevchenko y la base para el severo castigo del autor.

## Trama
En el prólogo, Shevchenko reflexiona sobre el hecho de que cada persona tiene su propio destino y describe los pecados sociales y morales que florecen en el país. Después, el antagonista borracho de la obra sueña que sobrevuela Ucrania, luego Siberia y finalmente llega a San Petersburgo. Echa un vistazo a la ciudad y, tras hacerse invisible, entra en el palacio real. En el palacio, ve cómo un zar enfadado patea a sus dignatarios, y luego ve lo más increíble. El zar se convierte en un gatito. Al ver esta metamorfosis, el héroe se ríe. El zar lanzó una mirada al protagonista, despertándolo. En el poema, Shevchenko describe la vida en los tiempos en que el pueblo llano estaba esclavizado por la autocracia y ridiculiza satíricamente a los verdugos y ladrones del pueblo.
Shevchenko calificó su obra de "comedia" (en el sentido en que Dante denominó su obra), en la que describe los sufrimientos de su alma atormentada por la tragedia nacional. El prefacio del autor indica tanto las propiedades de género de la obra como la naturaleza del reflejo de la realidad.

## Importancia cultural
El poema Sueño es el primer poema político en el que se expone la autocracia desde el punto de vista de la servidumbre campesinado, que se realizó (en la persona de Shevchenko) políticamente. Esta obra puso al autor a la altura de los más destacados satíricos de la literatura universal. El poema dio testimonio de la cristalización final del núcleo antiimperial de la cosmovisión democrática de Shevchenko, y fue una respuesta a los problemas más acuciantes de la vida social y política de Ucrania como parte del Imperio ruso en la década de 1840.